# Seznam zadarských biskupů a arcibiskupů

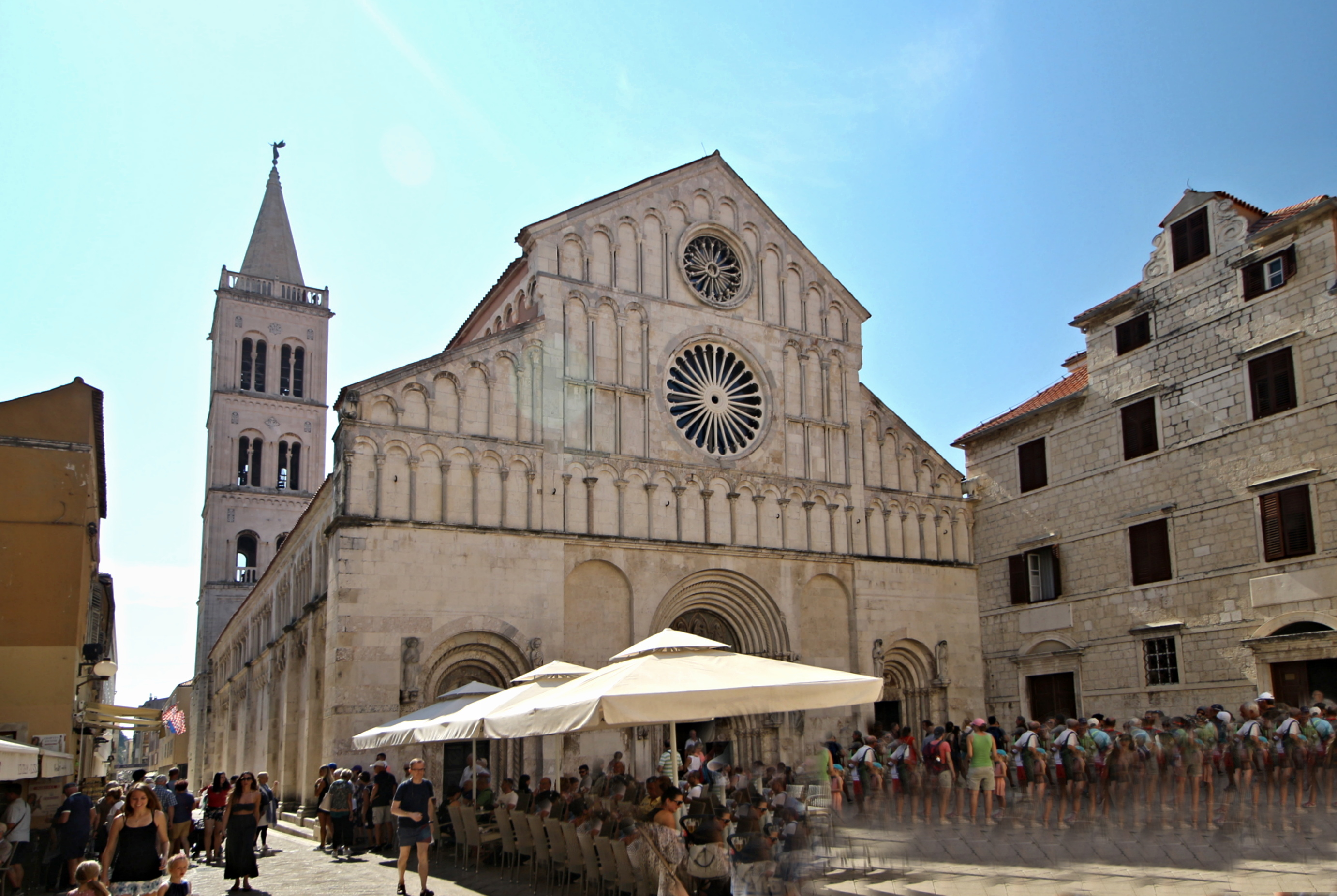
Zadarská katedrála sv. Anastázie

Toto je seznam biskupů a arcibiskupů zadarské arcidiecéze chorvatské římskokatolické církve.

## Seznam zadarských biskupů a arcibiskupů

### Biskupové
- Svatý Donát (?) legendární biskup
- Neznámý (fl. kolem roku 341)
- sv. Felix † (před rokem 381 – po roce 390), účastník Akvilejského synodu v roce 381 a Milánského synodu v roce 390
- Sabinián I. (fl. kolem roku 391)
- Donát II. (fl. kolem roku 402)
- Vitalis I. (fl. kolem roku 428)
- Pavel I. (fl. kolem roku 446)
- Julius (fl. kolem roku 462)
- Neznámý (fl. kolem roku 464)
- Neznámý (fl. kolem roku 489)
- Neznámý (fl. kolem roku 518)
- Ondřej I. † (před rokem 530 – po roce 533), účastník synodů v Saloně v letech 530 a 532
- Pavel II. (557–573)
- Petr I. (574 – asi 589)
- Sabinián II. † (před rokem 593–600)
- Kvido ze Salony
- Jan I. ze Salony
- Jan II.
- Jakub
- Basil I.
- Demetr
- Neznámý (710–711)
- Neznámý (712–745)
- Neznámý (746–773)
- Petr II. (774–790)
- Damián (791– asi 800)
- sv. Donát III. † (asi 801 – po roce 806), zasloužil se o výstavbu v Zadaru. Je zmiňován ve franských záznamech z roku 805 jako vyslaned dalmatských měst u císaře Karla Velikého v Thionvillu. Jeho svátek připadá na 25. února
- Sede vacante (807 – asi 878)
- Vitalis † (zmíněn roku 879)
- Firminus † (před rokem 925 – po roce 928), účastník Splitského koncilu v letech 925 a 928
- Basil II. † (zmíněn roku 969 – asi 977)
- Anastáz † (před rokem 978 – 1017), roku 997 společně se zadarským duchovenstvem a místním lidem slavnostně přivítal benátského dóžete Petra Orseola II., jehož dalmatští obyvatelé povolali k ochraně oblasti před slovanskými nájezdy
- Prestant I. (asi 1018–1028)
- Ondřej II. † (před rokem 1029 – po roce 1036)
- Sede vacante (1037–1043)
- Petr III. † (před rokem 1044 – po roce 1045)
- Ondřej III. † (před rokem 1056 – po roce 1059)
- Sede vacante (1060 – asi 1065)
- Štěpán I. † (zmíněn roku 1066)
- Ondřej IV. † (před rokem 1072 – 1073)
- Štěpán II. † (1073 – asi 1090 zemřel)
- Ondřej V. † (1091 – po roce 1094)
- Sede vacante (1095 – asi 1100)
- Řehoř z Ninu † (asi 1101 – 1111), v silné opozici proti papeži a oficiálním církevním kruhům. Zavedl slovanské bohoslužby.
- Marek † (1111 – asi 1124 zemřel)
- Michal Caloprestanzio † (asi 1124 – asi 1136/1137 zemřel)
- Petr IV. † (1125 – asi 1137)
- Lampredius (biskupem 1141–1154, poté arcibiskup)

### Arcibiskupové
- Lampredius † (arcibiskupem 1154 – 1178 zemřel)
- Teobald Balbus, O.S.B. † (1178–1181)
- Damián † (1183 – asi 1186/1187)
- Petr † (1187–1189), původem z Uher
- Sede vacante (1190–1197)
- Nikola Manzavin † (1198–1202)
- Sede vacante (1203–1207), Zadar byl v rámci čtvrté křížové výpravy roku 1202 dobyt a zničen křižáky
- Leonard † (1208–1218)
- Jan Venier † (1218–1238)
- Tomáš † (8. května 1238 – 1238)
- Dominik Franco † (1239–1245)
- Sede vacante (1245–1248)
- Vavřinec Periandar (Perijander) † (1245–1287 zemřel)
- Ondřej Gussoni † (1287–1290)
- Jan z Anagni, O.F.M. † (12. února 1291 – 17. června 1297 jmenován arcibiskupem v Trani)
- Enrico da Todi, O.F.M. † (18. června 1297 – 1299 zemřel)
- Jacopo da Foligno, O.F.M. † (15. června 1299 – 1312 zemřel)
- Niccolò da Sezze, O.P. † (13. července 1312 – 1320 zemřel)
- Ivan Butovan † (28. dubna 1322 – 6. dubna 1333 zemřel)
- Nicola Matafari † (10. září 1333 – 1367 zemřel)
- Dominik, O.P. † (27. září 1368 – 23. ledna 1376 jmenován biskupem bosenským), pocházel z dračského aristokratického rodu Tobiů (Durazzo)
- Petr Matafari (5. května 1376 – 1398, zemřel 1400)
- Anonín Benedicti (1389–1389), aministroval diecézi místo Petra Matafariho, jenž byl pověřen správou diecéze v Ascoli
- Jan (1398–1399), jmenován uherským králem Zikmundem, nebyl však potvrzen papežem
- Luca Vagnozzi † (28. července 1400 – 1419 nebo 1420 zemřel)
- Blažej Molin † (4. března 1420 – 17. října 1427 jmenován patriarchou gradským), 19. února 1410 byl jmenován biskupem pulským. Zadarským arcibiskupem byl jmenován 4. března 1420. Dne 17. října 1427 byl jmenován patriarchou gradským a 20. října 1434 titulárnímí patriarchou jeruzalémským. Zemřel v roce 1447.
- Lorenzo Venier † (19. ledna 1428 – 1449 zemřel)
- Polidoro Foscari † (5. listopadu 1449 – 1450 zemřel)
- Maffeo Valaresso † (1. července 1450 – 1496 zemřel)
- Jan Robobello (19. prosince 1496 – 1500, zemřel 1503)
- Sede vacante (1501–1502)
- Alvise Cippico † (11. prosince 1503 – 1504 zemřel)
- Jan Cippico † (6. března 1504 – 1505 zemřel)
- Francesco Pesaro † (18. dubna 1505 – 19. prosince 1530 jmenován patriarchou konstantinopolským)
  - Egidius Canisio z Viterba, O.E.S.A. † (19. prosince 1530 – 19. listopadu 1532 zemřel), apoštolský administrátor
- Kornel Pesaro † (10. listopadu 1533 – 1554 zemřel)
- Ludvík Cornaro † (25. června 1554 – 17. července 1555 odstoupil)
- Muzio Calini † (17. července 1555 – 12. července 1566 jmenován biskupem v Terni)
- Alvise Cornaro † (1566 – 1567 odstoupil) (podruhé)
- Ondřej Minucci † (5. prosince 1567 – 1572 zemřel)
  - Marek Loredan † (16. listopadu 1573 – 25. června 1577 zemřel), apoštolský administrátor
- Natale Venier † (13. listopadu 1577 – 25. prosince 1588 zemřel)
- Marcantonio Venier † (25. dubna 1589 – 27. února 1592 zemřel)
- Alvise Barozzi † (3. dubna 1592 – 2. května 1592 zemřel)
- Alvise Molin † (6. listopadu 1592 – 3. listopadu 1595 jmenován arcibiskupem, titul ad personam, Treviso)
- Minuccio Minucci † (7. února 1596 – 7. března 1604 zemřel)
- Viktor Ragazzoni † (25. června 1604 – 1615 zemřel)
- Luca Stella † (16. listopadu 1615 – 4. prosince 1623 jmenován arcibiskupem krétským)
- Ottaviano Garzadori † (11. března 1624 – 1639 odstoupil)
- Benedikt Cappello † (11. července 1639 – 21. října 1641 jmenován arcibiskupem, titul ad personam, Concordia)
- Bernardo Florio, O.Cruc. † (28. dubna 1642 – 14. února 1656 zemřel)
- Teodoro Balbo † (18. září 1656 – 19. května 1669 zemřel)
- Jan Evangelista Parzaghi, O.F.M. † (19. srpna 1669 – 24. srpna 1688 zemřel)
- Viktor Priuli, C.R.L. † (20. prosince 1688 – 5. listopadu 1712 zemřel)
- Vicko Zmajević † (27. března 1713 – 12. září 1745 zemřel)
- Mate Karaman † (22. listopadu 1745 – 7. května 1771 zemřel)
- Michal Triali † (23. září 1771 – 13. ledna 1774 zemřel)
- Jan Carsana † (6. června 1774 – leden 1801 zemřel)
- Giuseppe Gregorio Scotti † (24. srpna 1807 – 1. ledna 1817 zemřel)
- Josip Franjo di Paola Novak † (27. září 1822 – 20. března 1842 odstoupil), původem z Čech, nejprve kněz v Českých Budějovicích, po odstoupení z úřadu v Zadaru byl jmenován titulárním biskupem larisským.
- Giuseppe Godeassi † (22. června 1843 – 5. září 1861 zemřel)
- Petr Doimo Maupas † (21. května 1862 – 1891 zemřel)
- Grgur Rajčević † (1891 – 27. října 1899 zemřel)
- Mate Dujam Dvornik † (1901 – 1910 odstoupil)
- Vinko Pulišić † (16. června 1910 – 2. dubna 1922 odstoupil)
  - Sede vacante (1922–1933)
- Petr Doimo Munzani † (16. března 1933 – 11. prosince 1948 odstoupil)
- Mate Garković † (24. prosince 1960 – 26. května 1968 zemřel)
- Marijan Oblak † (20. srpna 1969 – 2. února 1996 odvolán)
- Ivan Prenđa † (2. února 1996 nastoupil – 25. ledna 2010 zemřel)
- Želimir Puljić, od 15. března 2010